# Cupa României 1985/86
Der Cupa României in der Saison 1985/86 war das 48. Turnier um den rumänischen Fußballpokal. Sieger wurde zum sechsten Mal Dinamo Bukarest, das sich im Finale am 25. Juni 1986 gegen Titelverteidiger Steaua Bukarest durchsetzen konnte. Dadurch qualifizierte sich Dinamo für den Europapokal der Pokalsieger.

## Modus
Die Klubs der Divizia A stiegen erst in der Runde der letzten 32 Mannschaften ein. Ab dem Achtelfinale fanden alle Spiele – abgesehen vom Finale, das traditionell in Bukarest ausgetragen wurde – auf neutralem Platz statt. Es wurde jeweils nur eine Partie ausgetragen. Stand diese nach 90 Minuten unentschieden, folgte eine Verlängerung von 30 Minuten. Falls danach noch immer keine Entscheidung gefallen war, wurde die Entscheidung im Elfmeterschießen herbeigeführt.

## Sechzehntelfinale
| Datum            |                                 | Ergebnis              |                       |
| ---------------- | ------------------------------- | --------------------- | --------------------- |
| 4. Dezember 1985 | Minerul Baraolt                 | 0:3                   | Rapid Bukarest        |
|                  | Minerul Băiuș                   | 1:8                   | Steaua Bukarest       |
|                  | Gloria Bistrița                 | 2:1                   | FC Bihor Oradea       |
|                  | Metalul Bocșa                   | 1:0                   | FCM Brașov            |
|                  | FC Argeș Pitești                | 0:0 n. V. (6:7 i. E.) | Universitatea Cluj    |
|                  | Progresul Vulcan Bukarest       | 2:0                   | SC Bacău              |
|                  | Sportul Muncitoresc Caracal     | 2:3 n. V.             | Petrolul Ploiești     |
|                  | Explorări Câmpulung Moldovenesc | 0:1                   | AS Victoria Bukarest  |
|                  | Universitatea Craiova           | 1:0                   | AS Armata Târgu Mureș |
|                  | Unirea Dinamo Focșani           | 1:2                   | Chimia Râmnicu Vâlcea |
|                  | Oțelul Galați                   | 4:1 n. V.             | Sportul Studențesc    |
|                  | Victoria Ineu                   | 0:3                   | FC Olt Scornicești    |
|                  | Jiul Petroșani                  | 3:1                   | Corvinul Hunedoara    |
|                  | Ceahlăul Piatra Neamț           | 2:0                   | Gloria Buzău          |
|                  | Șoimii IPA Sibiu                | 3:0                   | Politehnica Timișoara |
|                  | CS Târgoviște                   | 0:2                   | Dinamo Bukarest       |

## Achtelfinale
| Datum            |                           | Ergebnis              |                       | Ort            |
| ---------------- | ------------------------- | --------------------- | --------------------- | -------------- |
| 22. Februar 1986 | Dinamo Bukarest           | 3:1                   | Universitatea Cluj    | Alba Iulia     |
|                  | Chimia Râmnicu Vâlcea     | 1:1 n. V. (4:3 i. E.) | Ceahlăul Piatra Neamț | Brăila         |
|                  | Jiul Petroșani            | 1:0                   | Metalul Bocșa         | Caransebeș     |
|                  | Universitatea Craiova     | 5:1                   | Șoimii IPA Sibiu      | Râmnicu Vâlcea |
|                  | Progresul Vulcan Bukarest | 4:3 n. V.             | FC Olt Scornicești    | Sibiu          |
|                  | Oțelul Galați             | 2:1                   | Gloria Bistrița       | Suceava        |
|                  | AS Victoria Bukarest      | 1:0 n. V.             | Petrolul Ploiești     | Târgoviște     |
| 26. Februar 1986 | Steaua Bukarest           | 4:2                   | Rapid Bukarest        | Brașov         |

## Viertelfinale
| Datum        |                      | Ergebnis              |                           | Ort           |
| ------------ | -------------------- | --------------------- | ------------------------- | ------------- |
| 14. Mai 1986 | Jiul Petroșani       | 2:1                   | Chimia Râmnicu Vâlcea     | Alba Iulia    |
|              | Dinamo Bukarest      | 2:2 n. V. (4:2 i. E.) | Universitatea Craiova     | Pitești       |
|              | AS Victoria Bukarest | 1:0                   | Oțelul Galați             | Râmnicu Sărat |
| 15. Mai 1986 | Steaua Bukarest      | 5:1                   | Progresul Vulcan Bukarest | Bukarest      |

## Halbfinale
| Datum         |                 | Ergebnis |                      | Ort       |
| ------------- | --------------- | -------- | -------------------- | --------- |
| 21. Juni 1986 | Dinamo Bukarest | 4:2      | AS Victoria Bukarest | Bukarest  |
|               | Jiul Petroșani  | 1:2      | Steaua Bukarest      | Petroșani |

## Finale
| Paarung         | Dinamo Bukarest – Steaua Bukarest |
| Ergebnis        | 1:0 (0:0) |
| Datum           | 25. Juni 1986 |
| Stadion         | Stadionul 23 August, Bukarest |
| Zuschauer       | 40.000 |
| Schiedsrichter  | Radu Petrescu (Brașov) |
| Tore            | 1:0 Marian Damaschin (71.) |
| Dinamo Bukarest | Dumitru Moraru, Ioan Varga, Alexandru Nicolae, Lică Movilă, Nelu Stănescu, Mircea Rednic, Marin Dragnea, Ioan Andone, Alexandru Suciu (46. Iulian Mihăescu; 89. Nistor Văidean), Marian Damaschin, Costel Orac Cheftrainer: Mircea Lucescu |
| Steaua Bukarest | Helmuth Duckadam, Ștefan Iovan, Adrian Bumbescu, Miodrag Belodedici, Ilie Bărbulescu, Gavril Balint, Tudorel Stoica, László Bölöni, Mihail Majearu (75. Lucian Bălan), Marius Lăcătuș, Victor Pițurcă Cheftrainer: Emerich Jenei           |